# Challenger Córdoba 2025 - Doppio
Il doppio del torneo di tennis professionistico Challenger Córdoba 2025, facente parte della categoria Challenger 75 nell'ambito dell'ATP Challenger Tour 2025, si è giocato dal 3 al 9 marzo a Córdoba, in Argentina. Questa è stata la prima edizione del torneo.
In finale Karol Drzewiecki e Piotr Matuszewski hanno sconfitto Fernando Romboli e Matías Soto con il punteggio di 6–4, 6–4.

## Teste di serie
1. Jakob Schnaitter /  Mark Wallner (quarti di finale)
2. Marcelo Demoliner /  Gonzalo Escobar (semifinale)

1. Karol Drzewiecki /  Piotr Matuszewski (campioni)
2. Fernando Romboli /  Matías Soto (finale)

## Wildcard
1. Valentín Basel /  Franco Ribero (primo turno)

1. Sean Hess /  Alejo Lorenzo Lingua Lavallén (primo turno)

## Ranking protetto
1. Arklon Huertas del Pino /  Conner Huertas del Pino (quarti di finale)

## Alternate
1. Gonzalo Bueno /  Ignacio Buse (primo turno)

## Tabellone

### Legenda
| - Q = Qualificato - WC = Wild card - LL = Lucky loser | - ALT = Alternate - SE = Special Exempt - PR = Protected Ranking | - w/o = Walkover - r = Ritirato - d = Squalificato |

|  | Primo turno | Primo turno                           | Primo turno                | Primo turno | Primo turno |  |  | Quarti di finale | Quarti di finale                      | Quarti di finale                      | Quarti di finale           | Quarti di finale           |    |     | Semifinali | Semifinali                         | Semifinali                         | Semifinali                   | Semifinali                   |   |   | Finale | Finale | Finale | Finale | Finale |  |
|  |             |                                       |                            |             |             |  |  |                  |                                       |                                       |                            |                            |    |     |            |                                    |                                    |                              |                              |   |   |        |        |        |        |        |  |
|  | 1           | J Schnaitter M Wallner                | J Schnaitter M Wallner     | 6           | 7           |  |  |                  |                                       |                                       |                            |                            |    |     |            |                                    |                                    |                              |                              |   |   |        |        |        |        |        |  |
|  |             | B Arias F Zeballos                    | B Arias F Zeballos         | 3           | 64          |  |  | 1                | J Schnaitter M Wallner                | J Schnaitter M Wallner                | 5                          | 4                          |    |     |            |                                    |                                    |                              |                              |   |   |        |        |        |        |        |  |
|  |             | L Britto D Dutra da Silva             | L Britto D Dutra da Silva  | 3           | 3           |  |  |                  | I Carou JM Cerúndolo                  | I Carou JM Cerúndolo                  | 7                          | 6                          |    |     |            |                                    |                                    |                              |                              |   |   |        |        |        |        |        |  |
|  |             | I Carou JM Cerúndolo                  | I Carou JM Cerúndolo       | 6           | 6           |  |  |                  |                                       |                                       |                            |                            |    |     |            | I Carou JM Cerúndolo               | I Carou JM Cerúndolo               | 3                            | 4                            |   |   |        |        |        |        |        |  |
|  | 3           | K Drzewiecki P Matuszewski            | K Drzewiecki P Matuszewski | 6           | 6           |  |  |                  |                                       | 3                                     | K Drzewiecki P Matuszewski | K Drzewiecki P Matuszewski | 6  | 6   |            |                                    |                                    |                              |                              |   |   |        |        |        |        |        |  |
|  | WC          | V Basel F Ribero                      | V Basel F Ribero           | 3           | 4           |  |  | 3                | K Drzewiecki P Matuszewski            | K Drzewiecki P Matuszewski            | 7                          | 6                          |    |     |            |                                    |                                    |                              |                              |   |   |        |        |        |        |        |  |
|  | WC          | S Hess AL Lingua Lavallén             | 4                          | 710         | [7]         |  |  | PR               | A Huertas del Pino C Huertas del Pino | A Huertas del Pino C Huertas del Pino | 61                         | 3                          |    |     |            |                                    |                                    |                              |                              |   |   |        |        |        |        |        |  |
|  | PR          | A Huertas del Pino C Huertas del Pino | 6                          | 68          | [10]        |  |  |                  |                                       |                                       |                            |                            |    |     | 3          | Karol Drzewiecki Piotr Matuszewski | Karol Drzewiecki Piotr Matuszewski | 6                            | 6                            |   |   |        |        |        |        |        |  |
|  |             | A Collarini R Olivo                   | 3                          | 6           | [10]        |  |  |                  |                                       |                                       |                            |                            |    |     |            |                                    | 4                                  | Fernando Romboli Matías Soto | Fernando Romboli Matías Soto | 4 | 4 |        |        |        |        |        |  |
|  |             | G Durán M Kestelboim                  | 6                          | 3           | [6]         |  |  |                  | A Collarini R Olivo                   | A Collarini R Olivo                   | 5                          | 2                          |    |     |            |                                    |                                    |                              |                              |   |   |        |        |        |        |        |  |
|  | Alt         | G Bueno I Buse                        | 6                          | 62          | [8]         |  |  | 4                | F Romboli M Soto                      | F Romboli M Soto                      | 7                          | 6                          |    |     |            |                                    |                                    |                              |                              |   |   |        |        |        |        |        |  |
|  | 4           | F Romboli M Soto                      | 4                          | 7           | [10]        |  |  |                  |                                       |                                       |                            |                            |    |     | 4          | F Romboli M Soto                   | 65                                 | 7                            | [10]                         |   |   |        |        |        |        |        |  |
|  |             | Á Guillén Meza D Popko                | Á Guillén Meza D Popko     | 6           | 4           |  |  |                  |                                       | 2                                     | M Demoliner G Escobar      | 7                          | 65 | [3] |            |                                    |                                    |                              |                              |   |   |        |        |        |        |        |  |
|  |             | L Aboian V Aboian                     | L Aboian V Aboian          | 78          | 6           |  |  |                  | L Aboian V Aboian                     | L Aboian V Aboian                     | 4                          | 610                        |    |     |            |                                    |                                    |                              |                              |   |   |        |        |        |        |        |  |
|  |             | C Rodríguez M Zormann                 | C Rodríguez M Zormann      | 4           | 4           |  |  | 2                | M Demoliner G Escobar                 | M Demoliner G Escobar                 | 6                          | 712                        |    |     |            |                                    |                                    |                              |                              |   |   |        |        |        |        |        |  |
|  | 2           | M Demoliner G Escobar                 | M Demoliner G Escobar      | 6           | 6           |  |  |                  |                                       |                                       |                            |                            |    |     |            |                                    |                                    |                              |                              |   |   |        |        |        |        |        |  |